# Sauro Fracassa
Sauro Fracassa (Porto San Giorgio, 1º febbraio 1943 – Ancona, 26 agosto 2000) è stato un calciatore italiano, di ruolo ala destra.
Era soprannominato Zagaì.

## Biografia

### Carriera calcistica
Inizia la carriera nella Sangiorgese, club con cui raggiunge il quarto posto del Girone E della Serie D 1959-1960. Nel 1960 passa al Genoa, che nel novembre dello stesso anno lo gira all'Anconitana, club che milita in terza serie. Con i dorici ottiene il quinto posto del Girone B al termine della stagione.
Nel 1961 torna al Genoa, club con cui esordisce il 3 settembre nella vittoria interna per 2-1 contro il Verona. Con i rossoblu, oltre ad ottenere la vittoria della Serie B 1961-1962, conquista la Coppa delle Alpi 1962.
Nel 1962 passa al Rapallo Ruentes, in terza serie. Con i bianconeri ottiene il settimo posto del Girone B della Serie C 1962-1963. Lasciato il club del Tigullio, passa all'Empoli, club con cui raggiunge il quarto posto del Girone B della Serie C 1963-1964.
Nel 1964 torna a giocare in Serie B, al Lecco. Con i blucelesti sfiora la promozione in massima serie nella prima stagione chiusa al quarto posto, ad un punto dalla promossa SPAL ma che ottiene la stagione seguente, chiusa al secondo posto ad un punto dal Venezia. Nel 1966 passa al Messina, con cui milita due stagioni in cadetteria retrocedendo in terza serie nella stagione 1967-1968 al termine degli spareggi salvezza.
Rientrato al Lecco, nell'ottobre 1968 passa al Piacenza, club con cui vince il Girone A della Serie C 1968-1969, ottenendo la promozione in cadetteria. La stagione successiva gioca la sua ultima annata tra i cadetti, retrocedendo in Serie C con il club emiliano.
Nel novembre 1970 firma per il Latina. Con i laziali raggiunge il secondo posto del Girone F della Serie D 1970-1971, a due punti dai vincitori del Frosinone. Rientrato al Piacenza, nel novembre 1971 passa al Casale, e chiude la carriera con una stagione nel Sondrio.
In carriera ha totalizzato complessivamente 134 presenze e 14 reti in Serie B. Ha disputato anche una partita in Nazionale di Serie B, contro la Francia.

### Dopo il ritiro
Dopo il ritiro dall'attività agonistica aprì un negozio a Lecco, gestito insieme alla moglie Giuseppina Caccialanza da cui ebbe due figli, Bianca ed Arturo. Passò gli ultimi anni della vita nella natia Porto San Giorgio.

### La morte
Sauro Fracassa è morto il 26 agosto del 2000 all'età di 57 anni, ucciso dal morbo di Gehrig, malattia di cui aveva avvertito i primi sintomi a partire dalla fine del 1998 e confermata dall'ospedale di Ancona dopo il suo ricovero.

## Palmarès

### Club

#### Competizioni nazionali
- Serie B: 1

Genoa: 1961-1962
- Serie C: 1

Piacenza: 1968-1969

#### Competizioni internazionali
- Coppa delle Alpi: 1

Genoa: 1962